# Thomas Telford

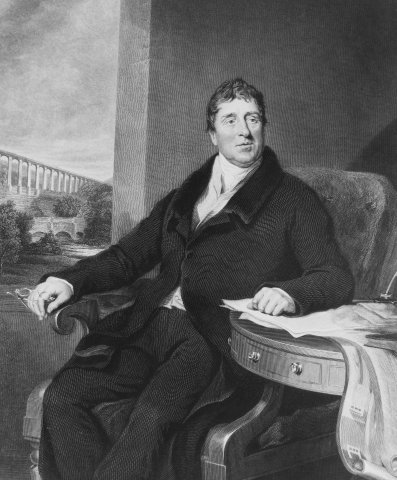
Thomas Telford

Thomas Telford (* 9. August 1757 in Westerkirk, Dumfriesshire, Schottland; † 2. September 1834 in Westminster, London) war ein britischer Baumeister.

## Leben und Wirken
Telford verschaffte sich durch zahlreiche Meisterwerke der Baukunst bereits zu Lebzeiten hohes Ansehen. Er gilt weltweit als einer der Begründer des Bauens unter Anwendung wissenschaftlicher Methoden und somit als einer der ersten modernen Bauingenieure. Zu seinen bedeutendsten Bauwerken gehört die Menai-Brücke, welche seit 1826 das walisische Festland mit der Insel Anglesey verbindet. Die Brücke ermöglichte eine durchgehende Straßenverbindung zwischen London und dem Seehafen Holyhead auf Anglesey für den Handel mit Irland.

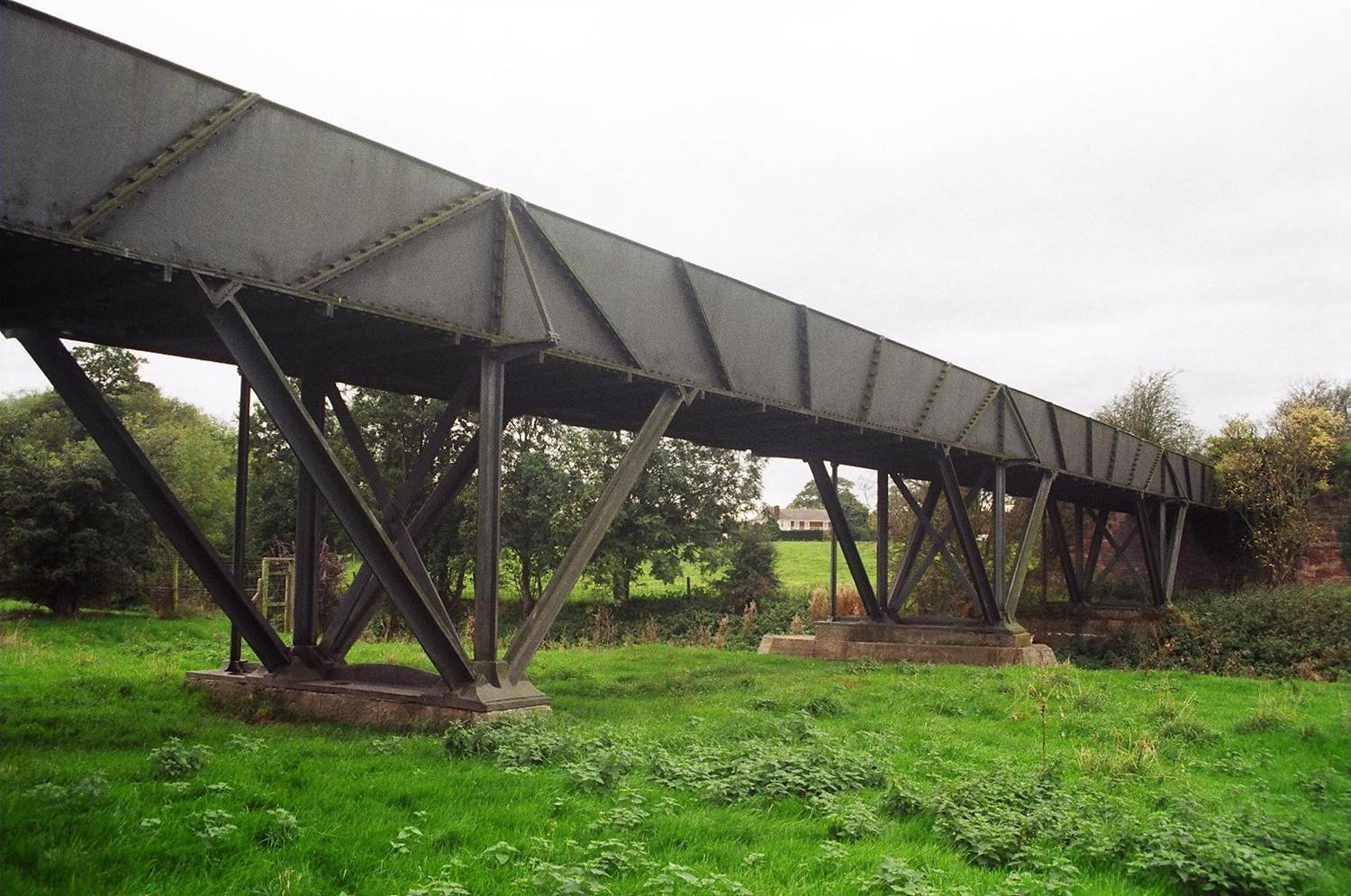
Aquädukt von Longdon-on-Tern

Thomas Telford zeichnete auch für den Bau des Kaledonischen Kanals, der die Ost- und Westküste Schottlands verbindet, verantwortlich. Der Kanal wurde von 1803 bis 1822 gebaut. Auch der Pontcysyllte-Aquädukt über den River Dee sowie der Aquädukt von Longdon-on-Tern sind zwei seiner Konstruktionen.
Der deutsch-schwedische Staatsmann Baltzar von Platen lernte Telford kennen und beteiligte ihn an seinen Kanalbauprojekten in Schweden, die zum Bau des Göta-Kanals führten.
Telford beschäftigte sich auch mit dem Straßenbau. Von ihm stammt die Idee, durch eine Aufwölbung in der Straßenmitte den Wasserabfluss zu gewährleisten. Außerdem beschäftigte er sich mit der optimalen Auslegung von Straßen hinsichtlich der Linienführung und der Gestaltung des Straßenquerschnitts. Zusammen mit John Loudon McAdam gilt er als einer der Väter des modernen Straßenbaus.
Thomas Telford gründete 1818 in London den Berufsverband Institution of Civil Engineers, dem heute rund 80.000 Bauingenieure in 140 Ländern angehören.
Telford starb am 2. September 1834 in der Abingdon Street in Westminster (London). Er wurde in der Westminster Abbey bestattet.

## Ehrungen
1803 wurde Telford zum Mitglied (Fellow) der Royal Society of Edinburgh gewählt. 1827 wurde er in die Royal Society aufgenommen. Er ist Namensgeber der Planstadt Telford.